# 春の歌まつり
『春の歌まつり』（はるのうたまつり）は、1965年3月19日から同年4月30日までTBS系列局で放送されていたTBS製作の歌謡番組である。全7回。放送時間は毎週金曜 21:00 - 21:30 （日本標準時）。

## 出演者

### 司会
- 宮尾たか志

### ゲスト歌手
- 第1回（1965年3月19日）：村田英雄、克美しげる ほか
- 第2回（1965年3月26日）：田代みどり、三沢あけみ ほか
- 第3回（1965年4月2日）0：橋幸夫、園まり、都はるみ
- 第4回（1965年4月9日）0：フランク永井、北島三郎 ほか
- 第5回（1965年4月16日）：吉永小百合、いしだあゆみ、日野てる子 ほか
- 第6回（1965年4月23日）：島倉千代子、畠山みどり、北原謙二、仲宗根美樹
- 第7回（1965年4月30日）：三波春夫、姫之宮ゆり ほか